# Andropogon gerardii
Andropogon gerardii är en gräsart som beskrevs av Fulgenzio Vitman. Andropogon gerardii ingår i släktet Andropogon och familjen gräs.

## Underarter
Arten delas in i följande underarter:
- A. g. hallii
- A. g. hondurensis

## Bildgalleri

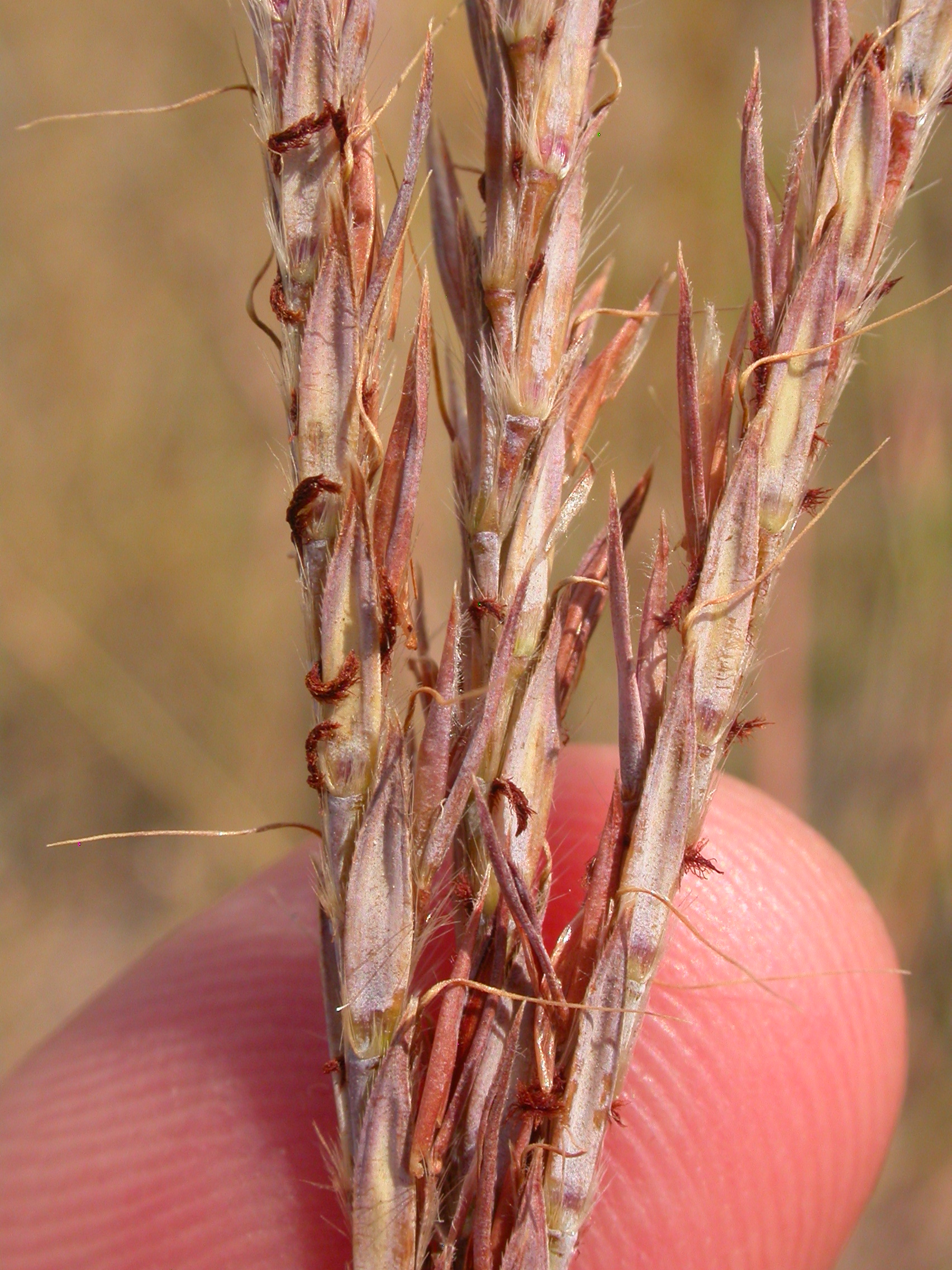
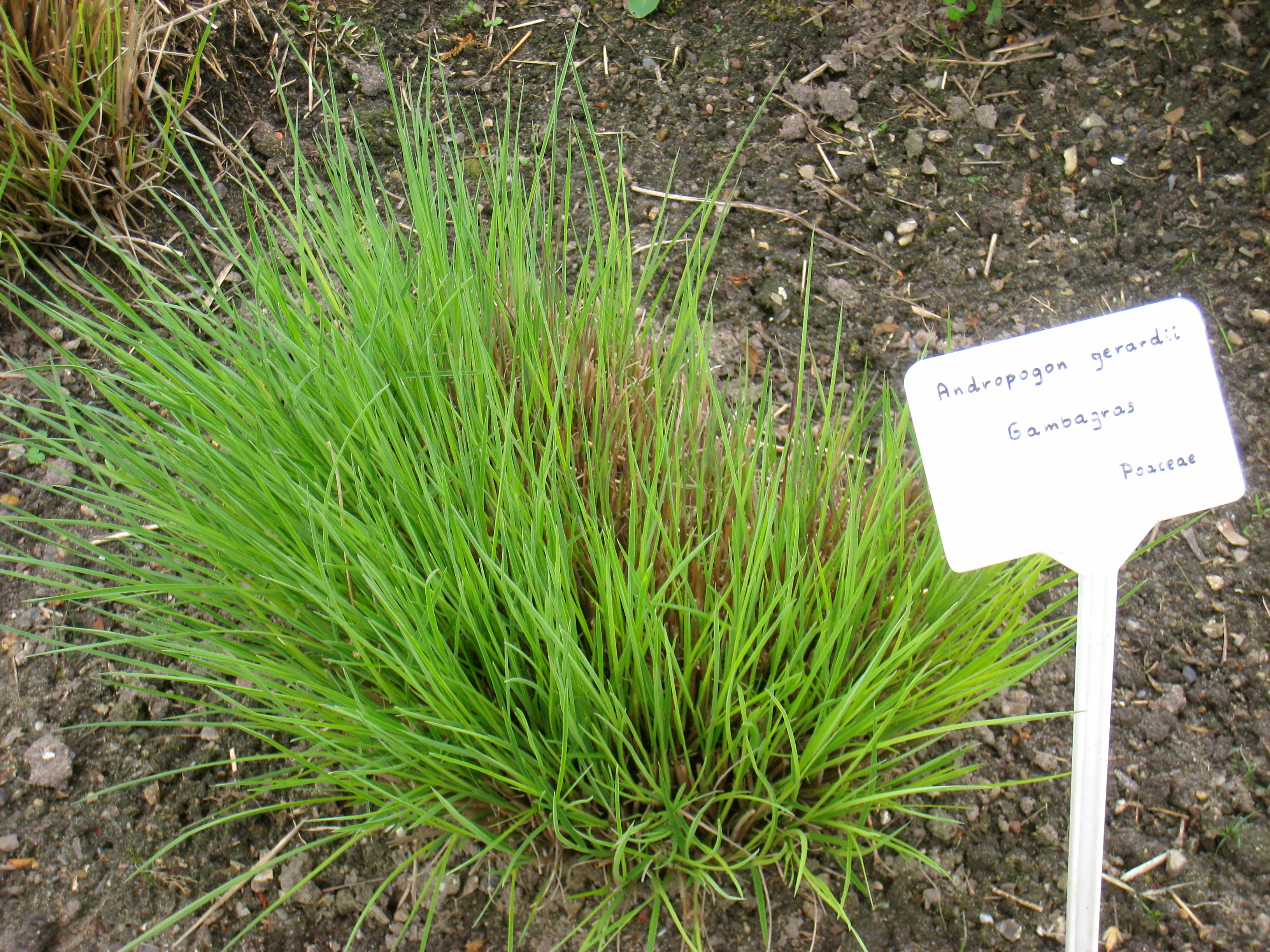
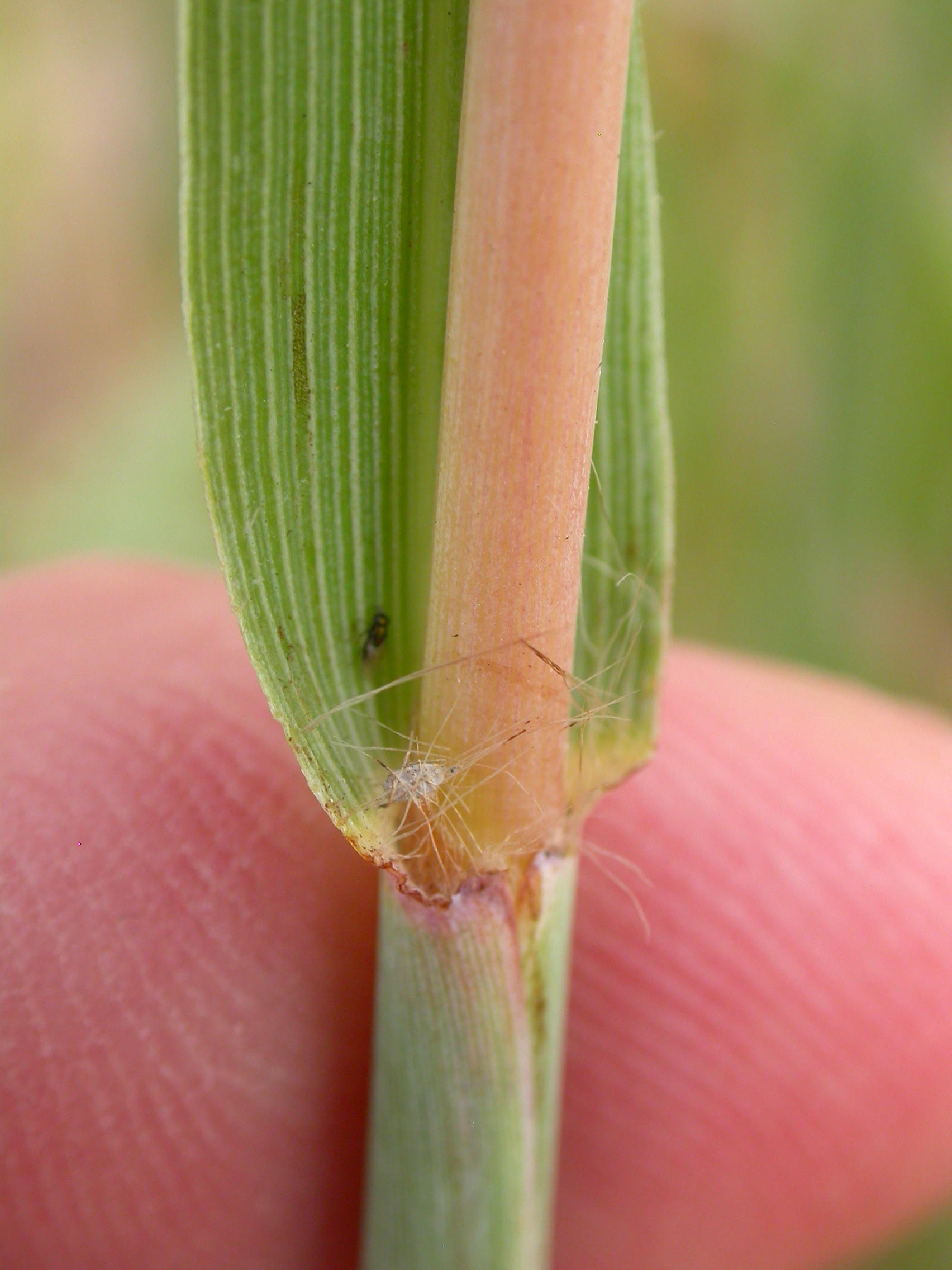
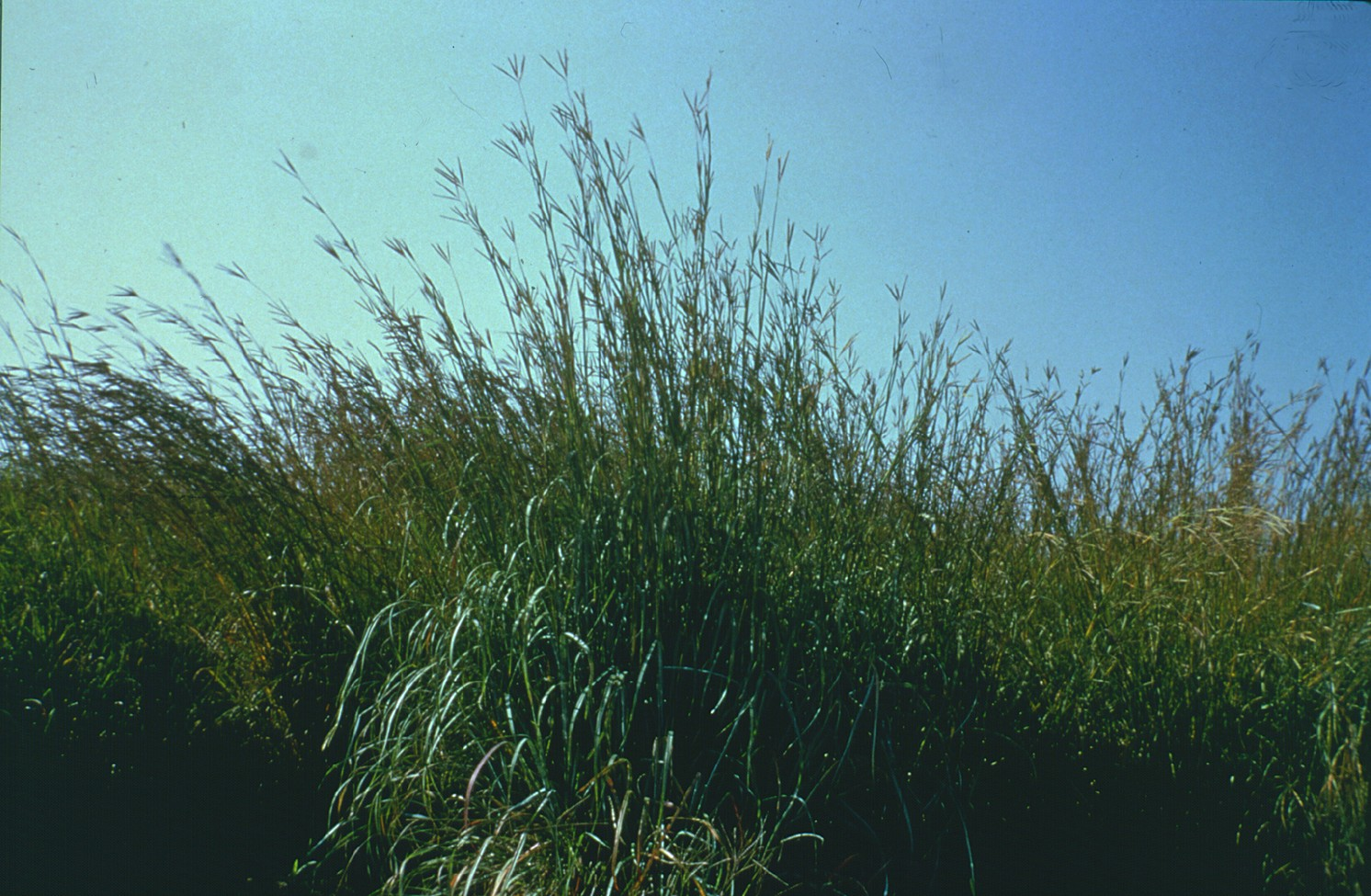
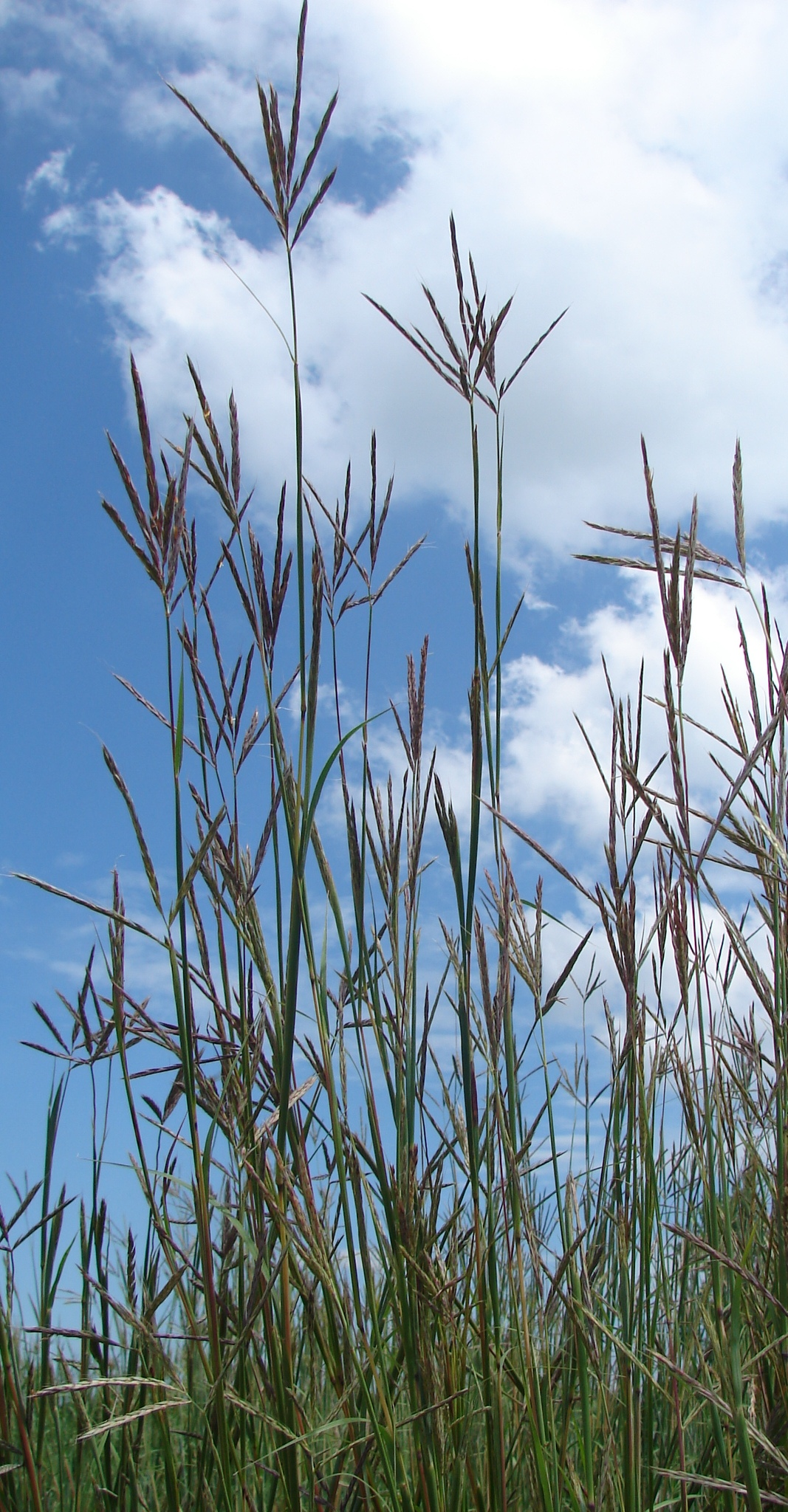